# 高適
高適（？—765年2月17日），字达夫，一字仲武，郡望渤海蓨县（今河北景县），行次三十五，故称“高三十五”。唐朝邊塞诗人。早年在宋州宋城县（今河南商丘）以耕钓为生，后出任封丘县尉。安史之乱期间，先后出任淮南、剑南节度使，又担任彭蜀二州刺史、刑部侍郎、左散骑常侍，封渤海县侯。病逝后，追赠礼部尚书，谥号忠。高適长于古风、乐府，论诗推崇建安风骨。其詩题材广泛，尤能反映民间疾苦，語言質樸，風格雄渾，與岑參並稱“高岑”，又与王之涣、王昌龄、岑参合称“边塞四诗人”。

## 生平

### 生年
关于高适的生年有多种说法。王达津《诗人高适生平系诗》误以高适开元二十三年（735年）授封丘尉，而错误推算生年为696年。彭兰《高适系年考证》认为高适诗《奉酬北海李太守丈人夏日平阴亭》和杜甫诗《陪李北海宴历下亭》中的亭子可能是同一个亭子，并以此根据北海太守李扈的任职时间和杜甫作诗时间及高适诗内容推算高适的生年为706年，但高适诗的写作时间并不确定，两个亭子是否是同一个亭子也不确定，因而生年706年存在诸多疑问。孙钦善《高适年谱》根据高适天宝八载（749年）授封丘尉经洛阳时，李颀的诗《赠别高三十五》中的“五十无产业”，定其生年为701年。余正松则据此定为700年:17。闻一多《唐诗大系》可能也据此定其生年为702年，但不确定。傅璇琮《唐代诗人论丛》则认为李颀的诗证据最为明确，根据作诗习惯可能此时高适应为五十岁左右，故认为其生年很可能在700-702年之间。

### 早年沉浮
高适的父亲高崇文是韶州（广东韶关）长史，他少时跟随父亲客居岭南。年轻时，他曾经游历过浙、闽一带，也曾经同梁洽游历荆、襄地区:41-42。开元七年（719年），父亲高崇文在扬州去世后，家道趋于中落。高适耻于预进士、明经常科:59，二十岁前后，第一次西游长安，求仕无成:10。这次求仕失败之后，高适定居宋城（河南商丘），以耕钓为生，甚至一度到了乞讨的地步:3675:10。开元十九年（731年），高适北上幽州，投奔朔方节度大使信安王李祎，随他出卢龙塞征讨契丹。此役，“祎等大破奚、契丹，俘斩甚众，可突干帅麾下远遁，馀党潜窜山谷。”:2624在随军出征期间，高适创作了《营州歌》《塞上》《蓟门五首》《信安王幕府》等诗篇:31-41，这是他边塞诗创作的开始。战争结束后，他自觉未被重用，便回到宋州:25。
开元二十三年（735年），高适应征赴长安参加王霸科考试，落第，又回到宋州:45。在此次赴长安应试期间，他结识了王昌龄、王之涣等人:84-86。此后，他一直居住在宋州，先后写了《燕歌行》《画马篇》等诗。天宝三载（744年）开始，高适外出游历，曾与李白、杜甫游于单父（山东单县），登琴台，怀古赋诗:126。他又东游楚地涟水县:138，泛舟济南大明湖:172，出猎渤海:173，之后在淇上闲居，于天宝六载（747年）回睢阳。在游历途中，他创作《古大梁行》:132《秋胡行》:147《淇上别业》:174等诗作。回到睢阳后，他又创作了《别董大》两首:197-198。
天宝八载（749年），时任睢阳太守张九皋了解了高适的事迹后，举高适有道科，赴长安应试中第:3675。当时适逢李林甫掌权，李林甫只是以普通举子的规格对待高适。高适被任命为封丘县尉，同年秋赴任:2258。天宝十载（751年）秋，高适北使青夷军（在河北怀来）送兵，有《使青夷军入居庸三首》《送兵到蓟北》《自蓟北归》等诗。这是他第二次游历边塞地区:28。天寶十二載（753年），因为封丘县尉的工作不合其所愿，经節度判官田丘推薦，高適入河西、陇右節度使哥舒翰幕府，哥舒翰推荐他担任左骁卫兵曹，充任节度使府掌书记:3675。在河西期间，哥舒翰发动开边战争，取得一系列胜利。为歌颂胜利，高适有《同李员外贺哥舒大夫破九曲之作》等一系列诗作。他曾随哥舒翰入朝，哥舒翰在唐玄宗面前盛赞高适:2258。

### 晚年富贵
天寶十四載（755年），安史之亂爆发。进入安史之乱后，高适的诗歌创作大幅减少，但文赋创作却达到了新的高度。十二月，高适拜左拾遗，转监察御史，辅佐哥舒翰守潼关:2258。天宝十五载（756年）六月，安禄山叛军攻陷潼关。高适出逃，在河池郡（陕西凤县）赶上了出逃的唐玄宗，向唐玄宗陈事说明潼关失守是因为监军不体恤军情、自相用事，还说唐玄宗“西幸蜀中未足为耻”:3675。他随即被任命为侍御史。八月到成都后，升任谏议大夫:2259。唐玄宗在前往成都期间，任命第十六子永王李璘为山南东路、岭南、黔中、江南西路四道节度使，江陵郡大都督，坐镇江陵。高适反对诸王分镇，但唐玄宗未能采纳他的意见:3675。十一月，李璘发动叛乱，进攻江东。唐肃宗召来高适与他一同商讨计策。高适陈说江东的形势，并分析说李璘必败:2697。十二月，唐肃宗任命高适为御史大夫、扬州大都督府长史、淮南节度使。高适赴任途中，与淮南西道节度使来瑱、江东节度使韦陟会合于安陆，结盟誓师讨伐李璘:2698。高适尚未到达广陵（江苏扬州），李璘已经败死:2259:2701，于是他指挥淮南部队参与援救睢阳的行动:50。
乾元元年（758年），因为人正直敢言，得罪了权宦李辅国，高适被贬为太子少詹事，分司东都:2259。乾元二年（759年）五月，升任彭州刺史。上元元年（760年），调任蜀州刺史（四川崇州）。在入蜀赴任后，他得知杜甫也在剑南，便写下了《人日寄杜二拾遗》诗。当时杜甫未能及时回复，直到大历五年（770年），杜甫将死之时，才写了《追酬故高蜀州人日见寄》一诗。高适为缓解百姓劳弊、专心应对吐蕃威胁，上奏请求合并剑南东川、西川节度使，未被批准。上元二年（761年）五月，率兵跟随西川节度使崔光远平定梓州刺史段子璋的叛乱。崔光远部将花敬定大掠东川，唐肃宗罢免崔光远，任命严武为剑南西川节度使:2260:52。宝应元年（762年），唐玄宗、唐肃宗相继逝世，唐代宗征调严武入朝修建二帝陵寝，高适代严武为剑南西川节度使、成都尹:2260:52。广德元年（763年），吐蕃进犯陇右，高适率兵出吐蕃南境，牵制其力，不成功。十二月，吐蕃反兵陷松（今四川松潘）、維（今四川理县）、保（今四川理县新保关）三州及云山新筑二城，高适无法救援，剑南西山诸州也被吐蕃占领:2751。广德二年（764年）正月，严武再次入川任剑南节度使:2751，高適被召還京，任刑部侍郎、左散骑常侍。一直封到渤海县侯，食邑七百户:2260。永泰元年正月二十三日（765年2月17日），去世，追赠礼部尚书:188。

## 思想
高适没有系统阐述过自己的政治思想，但后世学者从他的创作中，依然可以梳理出高适有比较清晰的理念。高适政治思想主要受儒家积极用世、经世济民思想的影响，而当时盛行的佛道思想对他影响不大:64。高适政治思想的核心即《淇上酬薛三据兼寄郭少府微》说的永远为拯救人民的苦难而努力:59：
永愿拯刍荛，孰云干鼎镬。
在政治上，高适反对过度的剥削，主张统治者及时解决人民的痛苦。他要求整顿吏治，选贤任能，打击豪强权贵:59-60。在军事上，他要求将领体恤爱护广大官兵士卒。他赞成唐玄宗发动的一系列开边战争，但反对朝廷穷兵黩武:439-440。他并认为和亲并非长远之计，应坚决抵抗外来侵略:61。但在如何实现他的政治理念这一问题中，高适和传统士大夫一样，寄希望于君王的任用:67。尽管高适崇尚功名，但并不意味着他为此不择手段:70。

## 创作
高適的诗作长于古风、乐府，论诗推崇建安风骨。高适的诗作以伤不遇、反映人民生活、边塞和战争为主要描写对象。其詩题材广泛，語言質樸，風格雄渾，與岑參並稱“高岑”，又与王之涣、王昌龄、岑参合称“边塞四诗人”。郑振铎评价说，高适是一位“人世间”的诗人，是一位显达的作家。因为高适是开元天宝年间诗人中唯一跻身达官贵人者，故他的作风于舒畅中透着壮烈之致，于积极中透着企勉之意。他的代表作如《别董大》：
千里黄云白日曛，北风吹雁雪纷纷。莫愁前路无知己，天下谁人不识君？

### 边塞诗
高适的边塞诗大多以五古形式创作。在诗文中，高适夹叙夹议、直抒胸臆，将边塞见闻、边事议论、功名志向等糅合在一起。高适还创作了一些七言歌行，既保留了初唐歌行内容丰富复杂的长处，又去除了堆砌繁芜的弊病，气势沉雄，音调流畅:47。他的这些七言歌行以《燕歌行》为代表。全诗慷慨激昂、悲壮沉郁，音韵随内容的变化四句一转，对偶整齐却能显出跳跃奔放的气势，各种复杂的情感错综交织在一起，产生出雄厚深广的艺术力量:47-48：
山川萧条极边土，胡骑凭陵杂风雨。
战士军前半死生，美人帐下犹歌舞。
高适的边塞诗突破了早期边塞诗比较单纯地吟咏战事或因从军而其的闺怨的格式，而具有一种集中、深入地表现边塞战争的实质及给予整个社会的深刻影响的特征。不过，由于他深切地了解将军们容易建功立业而儒生难以施展才能，故这些诗句令人读后多少还有一些愤激和悲凉的意味:439。此外，高适还写了如《营州歌》等一批描写边塞生活的绝句。这些边塞诗，思想感情深刻沉着，与质直粗放的北朝乐府民歌有神似之处:48。同同时期的岑参相比，二人的边塞诗都已“悲壮”为总的风格特征:233，而高适诗重质实，岑参诗则奇峭:238。

### 伤不遇诗
因为高适一生都保持儒家积极入世的态度，而他前五十年穷困潦倒，这也促进了他不遇诗的大量产出:431。他的不遇诗包括《别韦参军》《宋中十首》《哭单父梁九少府》等篇目，以自伤为主，另外也对与他相同遭遇的人更加称道和同情:433-434。高适在这些不遇诗中，把不满指向了当道权贵，揭露这些权贵对人才的进用漠不关心，而且生活穷奢极欲。他的《行路难二首》将长安的世家子弟生活与饱读诗书的穷书生生活进行了对比:435。他的诗中含有一些消极的情绪，这些情绪往往是触景生情的，然而更多则是对自己仕途沉浮无可奈何的话:435。

### 民情诗与田园诗
高适还写了一些反映人民生活的诗，这些诗以《东平路中遇大水》《封丘县》等为代表。高适早年游历各地，同底层民众多有接触，而他自己又曾参与过农业劳动，因此他对农民生活的理解远比孟浩然、岑参等人深刻:436。在他的诗作中，他关注天灾人祸对民生的影响，并据此提出了一些改善民生的理念:437。与民情诗相伴的，还有他创作的相当一批田园诗。他的田园诗铺叙虽然繁密，但善于从虚处烘托，意象较为空灵，能脱出初唐古体刻画体物板实堆垛的窠臼，加上气韵沉雄，境界壮阔，仍有自己特色。

## 家系
出身渤海高氏。
- 曾祖父：高祐[8]:25-26
- 祖父：高偘，唐高宗时名将，官左监门卫大将军、平原郡开国公，赠左武卫大将军，谥号“威”，陪葬乾陵[8]:25-26。
- 父亲：高崇文（653年—719年）据《全唐文补遗·唐故韶州长史高府君玄堂记》:君讳崇文，字崇文，渤海蓨人也。春秋六十七，以开元七年五月十一日终于广陵私第。以开元八年岁次庚申六月壬午朔廿五日景午，迁窆于河南府洛阳县平阴里积润村北原，礼也。夫人渤海吴氏合葬茔；韶州长史[8]:25-26。
- 母亲：渤海吴氏[8]:25-26
- 姐姐：高嬇，嫁給朱守臣[8]:25-26。